# Gérald Darmanin
Gérald Moussa Darmanin (Valenciennes, 11 de octubre de 1982) es un político francés y el actual ministro de Justicia desde el 23 de diciembre de 2024, en el gobierno de François Bayrou.
Fue ministro del Interior desde 2020 hasta 2024, en los gobiernos de Jean Castex, Élisabeth Borne y Gabriel Attal. Anteriormente, fue ministro de Acción y Cuentas Públicas durante el segundo gobierno Philippe (2017-2020) y, así como alcalde de Tourcoing de 2014 a 2017 y, brevemente, en 2020.

## Carrera
Nació en una familia obrera de raíces argelinas y maltesas. Su padre gestionaba un bistró y su madre trabajaba de limpiadora.
En 2014 se presentó a las elecciones para alcalde de Tourcoing y ganó, por lo que entró en la escena política nacional.
El expresidente Nicolas Sarkozy lo tuvo como director de su campaña de primarias en 2016.
En mayo de 2017, el presidente lo nombró ministro de Acción y Cuentas Públicas en el Segundo gobierno Philippe con Emmanuel Macron. En este puesto, su ministerio está bajo el mando del ministro de Asuntos Económicos, Bruno Le Maire. En su nombramiento era uno de los miembros más jóvenes del gobierno de Philippe.
Al poco de tomar posesión del cargo, anunció sus planes para conseguir ahorros de 4513 millones de euros (5130 millones de dólares) con el presupuesto operativo del gobierno francés de 2017. Ese año consiguió situar el déficit presupuestario del país por debajo del límite del 3 % del PIB por parte de la UE, por primera vez durante una década en Francia.

### Ministerio del Interior
Darmanin fue designado ministro del Interior el 6 de julio de 2020, primero como parte del gobierno del primer ministro Jean Castex, quien sucedió a Edouard Philippe.

### Ministerio de la Justicia
Es ministro de Justicia, Guardián de los sellos, desde el 23 de diciembre de 2024, en el gobierno de François Bayrou.

## Polémicas por agresión sexual
El 11 de junio de 2020, antes de integrarse como ministro del Interior, la corte de apelaciones de París ordenó reabrir la investigación en su contra por violación, acoso sexual y abuso de confianza. La mujer que lo acusa de tales hechos, que supuestamente tuvieron lugar en 2009, presentó dos denuncias entre 2017 y 2018 que en ese momento se desestimaron.
En marzo de 2021, Darmanin y la mujer que lo denunció se presentaron frente a un juez de instrucción del tribunal judicial de la capital francesa; la comparecencia del supuesto agresor fue como "testigo asistido" y no como inculpado.
En 2018, una habitante de Tourcoing, la comuna donde Darmanin es alcalde, presentó otra denuncia en su contra por haberse aprovechado de su posición para obtener favores sexuales. La denuncia se desestimó.
Las denuncias levantaron polémica con su nominación como primer ministro, ya que con su nuevo puesto estaría al mando del organismo encargado de investigar su caso.